# 10663 Schwarzwald
10663 Schwarzwald (4283 T-2) là một tiểu hành tinh vành đai chính. Its name refers to Đức's Black Forest.